# منتخب لاتفيا لكأس فيد
منتخب لاتفيا لكأس فيد  هو ممثل لاتفيا  الرسمي  في كرة المضرب في كأس فيد.